# 嘉裕皇后
嘉裕皇后（越南语：／；？—？），姓阮氏（越南语：／），越南鄭阮紛爭時期阮主阮潢的正室。
嘉裕皇后生平失詳，為阮潢生下阮熙宗阮福源，某年五月十六日去世。景興五年四月十二日（1744年5月23日），武王阮福濶追贈為慈良光淑懿妃（越南语：／），後追加明德二字，為慈良光淑明德懿妃（越南语：／）。
嘉隆五年六月初八日（1806年7月23日），阮福映追贈阮懿妃為慈良光淑明德懿恭嘉裕皇后（越南语：／），葬於永基陵，並安其神主於太祖廟。

## 冊文
嘉隆五年（1806年），皇后冊文：
鉞旄定國，寔由聖功。琚瑀齊家，率資后德。欽惟慈良光淑明德阮懿妃殿下，以聖配聖，胥宇新邑。勖勤勞於戎伍，式貞靜於庭闈。化被邦家，慶延胤嗣。肆今仰憑餘蔭，增賁前休。顧此綏成，敢稽崇報。謹奉金冊，上尊號曰慈良光淑明德懿恭嘉裕皇后。伏惟陟降洋洋，光膺顯冊。永綿介祉，億萬斯年。